# Petitot
De Petitot is een zijrivier van de Liard en stroomt door de Canadese provincies Alberta, Brits-Columbia en Northwest Territories. De rivier heeft een lengte van 404 km en een stroomgebied van 23.200 km². De Petitot ontspringt ten noordoosten van het Bistchomeer (552 meter) in het noordwesten van Alberta en stroomt in westelijke richting naar Brits-Columbia en Northwest Territories. Ter hoogte van het plaatsje Fort Liard stroomt de Petitot in de Liard, een zijrivier van de Mackenzie die ten slotte in de Noordelijke IJszee uitmondt.
De rivier is vernoemd naar de missionaris en ontdekkingsreiziger Émile Fortune Stanislas Petitot (OMI), die in de periode 1862-1878 in het Mackenzie District werkte.